# 大义镇 (耒阳市)
大义镇，原为大义乡，是中华人民共和国湖南省衡陽市耒阳市下辖的一个乡镇级行政单位。2015年11月18日，撤乡建镇。

## 行政区划
大义镇下辖以下地区：
大义圩村、洲上村、龙湾村、巩固桥村、泥丰村、古塘村、古城村、兴隆村、苏银楼村、尧隆村、白云村、新村、石准村、上石村、石正村、船江村、淝塘村、石江村、石联村、鱼石村、泥湾村、红联村、东坪村、陶洲村、谭家湾村、滩龙村、红泉上村、合建村和红泉下村。